# Wilhelm Hoffmann (Politiker, 1789)
Wilhelm Hoffmann (* 31. August 1789 in Darmstadt; † 29. Juli 1863 ebenda) war ein hessischer Generalstabsauditor und Abgeordneter der 2. Kammer der Landstände des Großherzogtums Hessen.

## Leben und Wirken
Wilhelm Hoffmann war der Sohn des Hessen-Darmstädter Oberkriegsrates Hans Wilhelm Hoffmann (1754–1813) und dessen Ehefrau Elisabeth Friederike Dorothea geborene Stürtz (1753–1806). Sein Bruder Ernst Emil Hoffmann (1785–1847) wurde ebenfalls Landtagsabgeordneter. Hoffmann, der evangelischer Konfession war, heiratete am 20. Mai 1812 Dorothea Caroline geborene Hallwachs (* 20. Dezember 1793 in Alsfeld: † 27. März 1874 in Darmstadt), die Tochter des Hof- und Regierungsrates Johann Karl Georg Hallwachs (1751–1797) und der Maria Katharina Wagne (1763–1794). Aus der Ehe gingen folgende Söhne hervor:
- Robert Hoffmann (1819–1889), Regierungsrat in Alsfeld
- August Hoffmann (1822–1892), Dr. med., Arzt in Babenhausen
- Franz Hoffmann (1836–1906), Oberbaurat in Dresden
- Wilhelm Hoffmann (1836–1903), Fabrikant in Auerbach an der Bergstraße

Wilhelm Hoffmann wurde 1822 Auditeur I. Klasse, 1845 Oberauditeur, 1849 Generalauditeur im Rang eines Obersten und Mitglied des Großherzoglich-Hessischen Kriegsministeriums. 1859 wurde er pensioniert.
1832 bis 1833 gehörte er der Zweiten Kammer der Landstände an. Er wurde für den Wahlbezirk Starkenburg 7/Heppenheim-Fürth gewählt.